# Rheum hybridum
Rheum hybridum là một loài thực vật có hoa trong họ Rau răm. Loài này được Murray miêu tả khoa học đầu tiên năm 1774 publ. 1775.